# 梨本徳彦
梨本 徳彦（なしもと のりひこ、1922年（大正11年）11月19日 - 2007年（平成19年）2月7日）は、日本の海軍軍人、皇族、華族。位階は従四位。勲等は勲一等。爵位は伯爵。最終階級は海軍大尉。お印は鳳凰。梨本家（旧梨本宮家）前当主。皇族時代は徳彦王（久邇宮家）といい、臣籍降下後に梨本伊都子（梨本宮守正王妃）の養子となるまでは龍田 徳彦という。

## 生涯

### 皇族時代

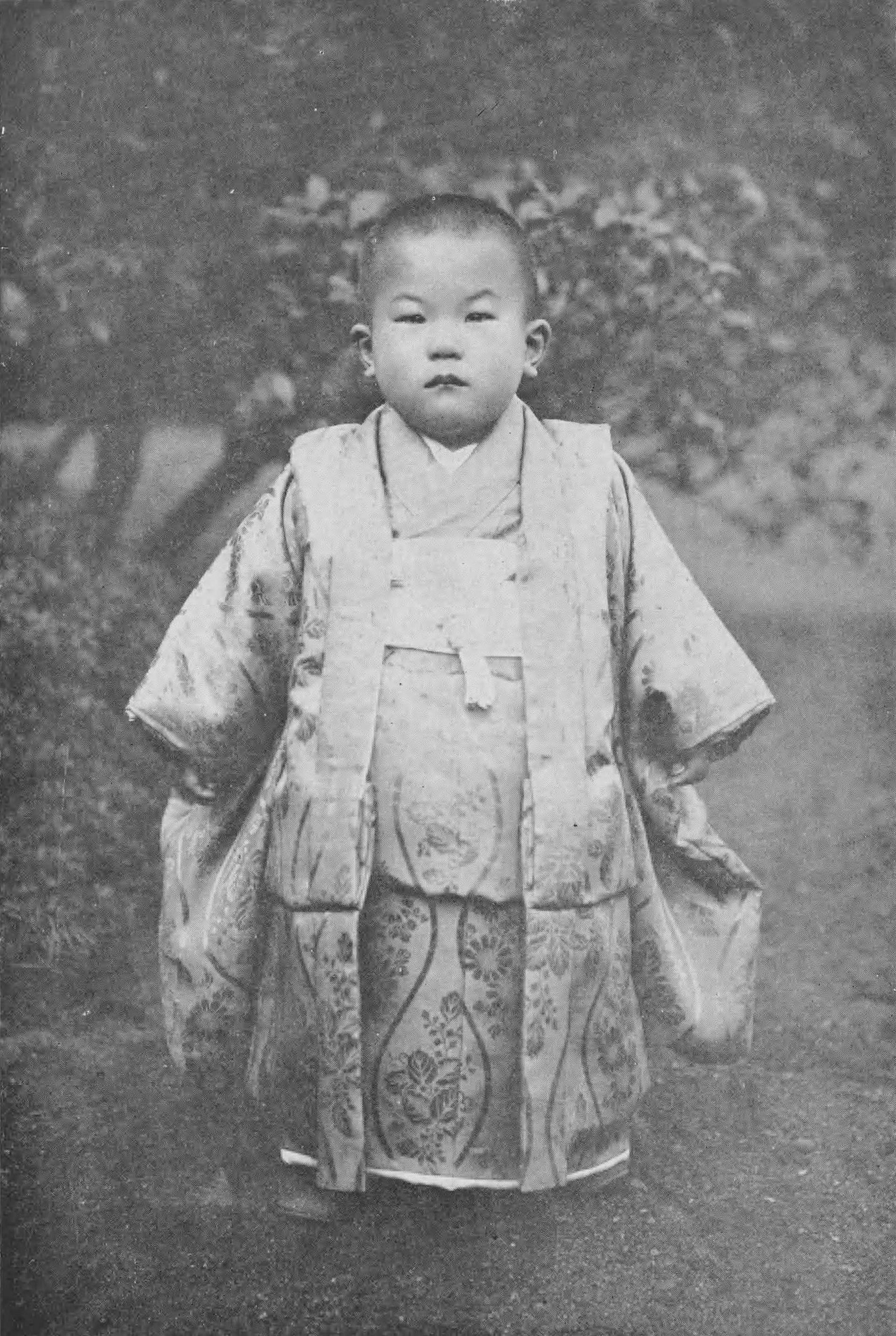
幼少期の徳彦王

1922年（大正11年）11月19日午後5時15分、久邇宮家の多嘉王と静子妃の第三王子として生まれる。
京都府立京都第一中学校を経て、1942年（昭和17年）、海軍兵学校を卒業（第71期）。同期には野村実など。同年11月19日に貴族院皇族議員となる。
1943年（昭和18年）4月2日、勲一等旭日桐花大綬章を受章し、成年式が執り行われた。同年6月1日、海軍少尉に任官。6月7日、旧皇室典範増補第1条に基づき、本人の情願により、一時金を賜って臣籍降下し、龍田伯爵家を創設する。これに伴い同日、貴族院皇族議員を失職した。昭和天皇より賜った「龍田」の家名は、近江国の久邇宮家旧領地にある龍田神社にちなんだものとされる。皇族の臣籍降下による華族家創設も、伯爵の叙爵も、龍田が最後である。

### 降下後、（元）華族、民間人として
1945年（昭和20年）4月22日、久邇宮朝融王第一女子の正子女王と結婚する。同年8月の終戦時は海軍大尉であった。戦後は松下電器産業・東京丸物（パルコの前身）などに勤務し、松下電器時代にはニュース映画で「はたらく貴族」と題して紹介された。ただし旧皇族の肩書きを利用されることもあって不快だったという。
1966年（昭和41年）に、夫婦揃って梨本宮守正王妃であった梨本伊都子の依頼で、同家の養子となって祭祀を継承する。姪夫婦が梨本家の後継者となったことに、香淳皇后は大変喜んだという。しかし、妻の正子とは1980年（昭和55年）に調停離婚した。その後、同居していた愛人も病で倒れ、独り暮らしとなる。
晩年には自らのお印に由来する「鳳凰会」の総裁となったが、金銭管理に関わるトラブルに巻き込まれていた。また、日本文化振興会という団体の名誉総裁を務めており、旧宮家の名前を用いたビジネスを行っていた。そのビジネスとは、ある人物を表彰するにあたって、その対象者から多額の礼金を募るものであった。礼金は50万円であったとの証言が臨済宗妙心寺派興禅寺の住職からなされている。さらに2004年・2005年には、徳彦が名誉総裁となっていたNPO法人・やまびこ会が、元本保証と高配当を約束して焼却炉販売事業への出資を募り約1000人から10数億円を集めたものの、配当未払いを理由に詐欺や出資法違反容疑で警視庁に告訴されている。同NPO法人は他にも「霊芝」などのキノコ栽培により収入を得るというビジネスで出資金を集めるなどしていたことから、結果的に法人の代表理事ら4名が詐欺容疑で逮捕されるという事態にまで発展している。2006年には、伊勢神宮の灯籠を建て替えると嘘の話を出し寄付を募った団体の名誉総裁としても徳彦の名前が見える。2002年（平成14年）神林隆夫を養子に迎えたように世間知らずで、名義を貸した団体の詐欺疑惑に巻き込まれることもあった。
2007年（平成19年）2月7日、死去。84歳没。徳彦の血が途絶えたことで、旧宮家としての梨本家は断絶した。

## 栄典
- 1940年（昭和15年）8月15日 - 紀元二千六百年祝典記念章[19]
- 1943年（昭和18年）4月2日 - 勲一等旭日桐花大綬章[5]

## 血縁
- 父：多嘉王
- 母：多嘉王妃静子
- 養父母：（梨本宮守正王） - 梨本伊都子
- 兄弟：発子女王 - 珖子女王 - 賀彦王 - 二条恭仁子 - 家彦王 - 徳彦王
- 妻：正子女王（離婚後は久邇正子）
- 子：
  - 龍田徳久（2011年没）[20]
    - 龍田吉光（1980年生、独身[20]）

  - 龍田豊子（西坂豊喜夫人）
  - 龍田鑑代子（菊池健郎夫人）